# 詩人は一日にして成らず
『詩人は一日にして成らず』（しじんはいちにちにしてならず）は、高口里純によるボーイズラブ漫画作品である。
白泉社の雑誌「Silky」、同人誌、芳文社の雑誌「花音」に1995年から2003年まで掲載された。

## あらすじ
Silky（第1話）
愛田連童は代表取締役の妻から、夫とその男の愛人・神岡斉との愛人関係を止めさせるよう依頼を受ける。愛田連童は、神岡斉と初めて男とのセックスを体験する。
同人誌（第2話〜第5話）
愛田連童はヤクザ組長の娘・未散のホスト遊びを止めさせるよう依頼を受ける。愛田連童はホストのケンに犯される。
花音（第6話）
愛田連童はAV男優のマサトに襲われそうになる。

## 登場人物
愛田 連童（あいだ れんどう）　
とても美形な21才の男。詩人の卵。AV女優専門のスカウト業のアルバイトで食い繋いでいる。七塚から美貌を活かした依頼を受ける。
七塚（ななつか）
AV会社の社長。愛田連童の雇い主。愛田連童を「ラブ」と呼ぶ。
神岡 斉（かみおか いつき）
27才。男。商社マン。代表取締役の愛人。愛田連童にとって男とのセックスの初めての相手になる。
未散（みちる）
ヤクザの組長の娘。高校三年生。愛田連童のパトロンになろうとした。
島津（しまづ）
ヤクザの組員で未散の婚約者。
ケン
ホスト。桂子の命令で愛田連童と初めて男とのセックスをする。それが忘れなくなり、愛田連童を探しあて襲おうとする。
桂子（けいこ）
ケンの客。愛田連童とケンにセックスさせる。
エミ
女子高生。AV女優のスカウトマン。
マサト
AV男優。愛田連童の出すフェロモンに惹かれ、愛田連童を犯しそうになる。

## 書誌情報
高口里純『詩人は一日にして成らず』〈芳文社・花音コミックス〉全1巻
- 2003年11月15日発売、ISBN 978-4832282728